# Seznam krajev Unescove svetovne dediščine v Turčiji
Organizacija Združenih narodov za izobraževanje, znanost in kulturo (UNESCO) imenuje kraje svetovne dediščine, ki so pomembni kot svetovna naravna ali kulturna dediščina. Kraje svetovne dediščine ureja Unescova konvencija iz leta 1972. Kulturno dediščino sestavljajo spomeniki, kot so arhitekturna dela, monumentalne skulpture ali napisi, skupine zgradb in najdišča, vključno z arheološkimi najdišči. Kot naravna dediščina so opredeljene naravne znamenitosti, kot so fizične in biološke tvorbe, geološke in fiziografske tvorbe, vključno s habitati ogroženih vrst živali in rastlin, ter naravne znamenitosti, ki so pomembne z vidika znanosti, ohranjanja ali naravne lepote.
Prvi trije kraji v Turčiji, Velika mošeja in bolnišnica v Divriğiju, zgodovinsko območje Carigrada ter Narodni park Göreme in Skalna mesta Kapadokije, so bili uvrščeni na seznam na 9. seji Odbora za svetovno dediščino v Parizu leta 1985. Zadnja sta bila na seznam vpisana Afrodizija leta 2017 in Göbekli Tepe leta  2018.

## Seznam
Unesco uvršča mesta po deset kriterijih. Vsako mesto mora izpolniti vsaj en kriterij. Kriteriji od i do vi so kulturni, kriteriji od vii do x pa naravni.
| Kraj                                                        | Slika | Provinca                                                       | Leto vpisa | Referenčna številka in kriteriji | Opis |
| ----------------------------------------------------------- | ----- | -------------------------------------------------------------- | ---------- | -------------------------------- | --- |
| Afrodizija                                                  |       | Aydın 37°42′30″N 28°43′25″E / 37.70833°N 28.72361°E            | 2017       | Kulturni: (ii)(iii)(iv)(vi)      | Kraj obsega samo mesto Afrodizija z Afroditinim templjem iz 3. stoletja in bližnje kamnolome marmorja, ki so antičnemu grškemu mestu prinesli blaginjo. |
| Arheološko najdišče Ani                                     |       | Kars 40°30′00″N 43°34′00″E / 40.50000°N 43.56667°E             | 2016       | Kulturni: (ii)(iii)(iv)          | Srednjeveško mesto Ani na turški meji z Armenijo je doživljalo svoje zlato obdobje v 10. in 11. stoletju kot prestolnica Bagratidske Armenije. Po invaziji Mongolov in velikem potresu v 14. stoletju je mesto postopoma propadlo. |
| Arheološko najdišče Troja                                   |       | Çanakkale 39°57′23″N 26°14′20″E / 39.95639°N 26.23889°E        | 1998       | Kulturni: (ii)(iii)(vi)          | Mesto, ustanovljeno pred več kot 4000 leti, je dalo navdih Homerjevi Iliadi in Vergilovi Eneidi. Trojo je odkril Heinrich Schliemann v poznem 19. stoletju. Postala ena od najbolj znanih arheoloških najdišč na svetu. |
| Bursa in Cumalıkızık: rojstvo Osmanskega cesarstva          |       | Bursa 40°11′05″N 29°03′44″E / 40.18472°N 29.06222°E            | 2014       | Kulturni: (i)(ii)(iv)(vi)        | Bursa, prva prestolnica Osmanskega cesarstva v 14. stoletju, je s svojim inovativnim načrtom mesta postala glavni zgled za kasnejša osmanska mesta. Bližnja vas Cumalıkızık je tipičen primer sistema vakufov, ki so pripomogli k razvoju prestolnice. |
| Mesto Safranbolu                                            |       | Karabük 41°15′36″N 32°41′23″E / 41.26000°N 32.68972°E          | 1994       | Kulturni: (ii)(iv)(v)            | Safranbolu, mesto na križišču karavanskih poti, je cvetelo od 13. stoletja. Njegova arhitektura je imela velik vpliv na razvoj mest po celem Osmanskem cesarstvu. |
| Diyarbakırska trdnjava in kulturna krajina Hevselski vrtovi |       | Diyarbakır 37°54′11″N 40°14′22″E / 37.90306°N 40.23944°E       | 2015       | Kulturni: (iv)                   | Diyarbakır je bil zelo pomembno mesto od helenističnega obdobja do danes. Mesto ima 5800 m dolgo obzidje in Hevselske vrtove, ki so mesto oskrbovali z vodo in hrano. |
| Efez                                                        |       | İzmir 37°55′45″N 27°21′34″E / 37.92917°N 27.35944°E            | 2015       | Kulturni: (iii)(iv)(vi)          | Antično grško mesto Efez je s svojim Artemidimim templjem slovelo kot eno od Sedmih čudes antičnega sveta. Tempelj je zdaj v ruševinah. Ko je mesto v 2. stoletju n. št. prišlo pod rimsko oblast, se je razcvetelo in nam pustilo veliko monumentalnih stavb, med njimi tudi Celzovo knjižnico. Hiša Device Marije in bazilika sv. Janeza Apostola sta bili od 5. stoletja pomemben cilj krščanskih romarjev. |
| Göbekli Tepe                                                |       | Şanlıurfa 37°13′00″N 38°55′21″E / 37.21667°N 38.92250°E        | 2018       | Kulturni: (i)(ii)(iv)            | Nastanek mesta je datiran v predlončarski neolitik A med 10. in 9. tisočletjem pr. n. št. Mesto je bilo zelo verjetno obredno središče neolitskih lovcev-nabiralcev. |
| Narodni park Göreme in Kapadoška skalna mesta               |       | Nevşehir 38°40′00″N 34°51′00″E / 38.66667°N 34.85000°E         | 1985       | Mešani: (i)(iii)(v)(vii)         | Dolina Göreme slovi po svojih izjemnih peščenih stolpih. V Kapadokiji je tudi množica v vulkanski tuf vklesanih bivališč, vasi, cerkva, podzemnih mest in ikonoklastične bizantinske umetnosti. |
| Velika mošeja in bolnišnica v Divriğiju                     |       | Sivas 39°22′17″N 38°07′19″E / 39.37139°N 38.12194°E            | 1985       | Kulturni: (i)(iv)                | Kompleks mošeje in bolnišnice v Divriğiju je bil ustanovljen v zgodnjem 13. stoletju. Je edinstven primer islamske arhitekture, v katerem se mešajo skladne in včasih povsem nasprotne arhitekturne oblike. |
| Hetitska prestolnica Hatuša                                 |       | Çorum 40°00′50″N 34°37′14″E / 40.01389°N 34.62056°E            | 1986       | Kulturni: (i)(ii)(iii)(iv)       | Uradna prestolnica Hetitskega cesarstva z zelo lepo ohranjenimi mestnimi vrati in bližnjim skalnim svetiščem Yazılıkaya spada med zadnje ostanke nekoč največje sile v Anatoliji in severni Siriji. |
| Hierapolis-Pamukkale                                        |       | Denizli 37°55′26″N 29°07′24″E / 37.92389°N 29.12333°E          | 1988       | Mešani: (iii)(iv)(vii)           | Naravni kraj Pamukkale slovi po vizualno izjemni pokrajini, ki jo sestavljajo okamneli slapovi, kapniki in terase. V bližnjem mestu Hierapolis, ustanovljenem konec 2. stoletja pr. n. št., so različne grško-rimske stavbe, vključno s templji, kopališči in nekropolo, pa tudi primeri zgodnjekrščanske arhitekture.                                                                                         |
| Zgodovinska območja Carigrada                               |       | Istanbul 41°00′30″N 28°58′48″E / 41.00833°N 28.98000°E         | 1985       | Kulturni: (iii)(iv)(vii)         | Carigrad (prej Konstantinopel) kot prestolnica Bizantinskega in Osmanskega cesarstva je že več kot dve tisočletji glavno politično, versko in kulturno središče. V mestu so bile zgrajene izjemne mojstrovine, kot so Konstantinopelski hipodrom, Hagija Sofija, mošeja Sulejmanija in palača Topkapı, ki pričajo o veliko genialnih arhitektih, ki so ustvarjali v preteklih stoletjih.                       |
| Nemrut Dağ                                                  |       | Adıyaman 38°02′12″N 38°45′49″E / 38.03667°N 38.76361°E         | 1987       | Kulturni: (i)(iii)(iv)           | Nemrut Dağ je kraj, kjer je komagenski kralj Antioh I. Teos (69–34 pr. n. št.) zgradil svoj tempelj-grobnico, obdano s kolosalnimi kipi in stelami. Gradnja je bila eden on najambicioznejših arhitekturnih podvigov v helenističnem obdobju. |
| Neolitsko najdišče Çatalhöyük                               |       | Konya 37°40′00″N 32°49′41″E / 37.66667°N 32.82806°E            | 2012       | Kulturni: (iii)(iv)              | Çatalhöyük je bil naseljen približno od leta 7400 pr. n. št. do 5200 pr. n. št. Obširno mesto spada med nekaj primerov dobro ohranjenih neolitskih naselij z enakomerno urbano postavitvijo, bivališči, dostopnimi skozi streho, in stenskimi poslikavami in reliefi, ki pričajo o pra-mestnem načinu življenja.                                                                                               |
| Pergamon in večslojna kulturna pokrajina                    |       | İzmir 39°07′33″N 27°10′48″E / 39.12583°N 27.18000°E            | 2014       | Kulturni: (i)(ii)(iii)(iv)(vi)   | Pergamon je bil ustanovljen v 3. stoletju pr. n. št. kot prestolnica helenistične Atalidske dinastije. Spadal je med najpomembnejša mesta antičnega sveta. Mesto se je razvijalo tudi po letu 133, ko je pripadlo Rimskemu cesarstvu, in postalo znano kot veliko zdraviliško središče. |
| Odrinska Selimova mošeja in pripadajoč socialni kompleks    |       | provinca Edirne 41°40′40″N 26°33′34″E / 41.67778°N 26.55944°E  | 2011       | Kulturni: (i)(iv)                | Kompleks Selimove mošeje v Odrinu je bil zgrajen v 16. stoletju. Načrte zanj je naredil arhitekt Mimar Sinan. Sinanova mojstrovina predstavlja najvišji dosežek osmanske arhitekture. |
| Ksantos-Letoon                                              |       | Antalya in Muğla 36°20′06″N 29°19′13″E / 36.33500°N 29.32028°E | 1988       | Kulturni: (ii)(iii)              | Kraj sestavljata dve sosednji naselji. Ksantos, središče likijske civilizacije, je imel pomembne arhitekturne vplive na druga mesta v regiji. Spomenik Nereid je neposredno navdihnil mavzolej v Halikarnasu v Kariji. V Letoonu, pomembnem verskem središu v Likiji, so odkrili Letoonski trojezični napis, ki je bil ključ za razvozlavanje že dolgo izumrlega likijskega jezika.                            |
| Melid / Arslantepe                                          |       | Malatya 38°22′55″N 38°21′40″E / 38.38194°N 38.36111°E          | 2021       | Kulturni: (iii)                  | Arslantepe grič je 30 metrov visok arheološki spomenik na ravnici Malatya, 15 km jugozahodno od reke [[Evfrat]g. Arheološki dokazi z najdišča pričajo o njegovi zasedbi od vsaj 6. tisočletja pred našim štetjem do srednjega veka. |
| Gordion                                                     |       | Ankara                                                         | 2023       | Kulturno: (iii)                  | Gordion je bilo glavno mesto starodavne Frigije. Poseljenost na tem mestu je potrjena od zgodnje bronaste dobe (okoli 2300 pr. n. št.) neprekinjeno do 4. stoletja n. št. in ponovno v 13. in 14. stoletju n. št. |
| Lesene hipostilne mošeje srednjeveške Anatolije             |       | Countrywide                                                    | 2023       | Kulturno: (ii)(iv)               | Najdišče sestavlja pet lesenih hipostilnih mošej v Anatoliji iz konca 13. in sredine 14. stoletja. |
| Sardis in Lidijski tumuli Bin Tepeja                        |       | Manisa                                                         | 2025       | kulturno: (iii)                  | Glavno mesto Lidije s templjem, telovadnico in kraljevimi grobnimi gomilami. |